# Alessandro Cassinis
Alessandro Cassinis (Milano, 8 marzo 1960) è un giornalista italiano.

## Biografia
Nato a Milano nel 1960, sposato, un figlio, vive a Sori, in provincia di Genova.
Giornalista professionista dal 1984, ha collaborato come freelance a Repubblica, il Mondo, Panorama, Storia Illustrata, Successo e Epoca.
È stato autore di programmi radiofonici della sede Rai Lombardia.
Nel 1986 è all'ufficio stampa e relazioni esterne della nuova Italsider di Genova, per poi divenire nel 1988 redattore economico del «Il Secolo XIX» e nel 1990 caposervizio economia.
Come inviato speciale, dal 1997 al 2001, ha seguito il delitto di Cogne, la morte di Lady Diana, il terremoto in Umbria, la tragedia del Cermis, la guerra in Kosovo, le elezioni presidenziali Usa vinte da George W. Bush, l'attacco alle Torri Gemelle.

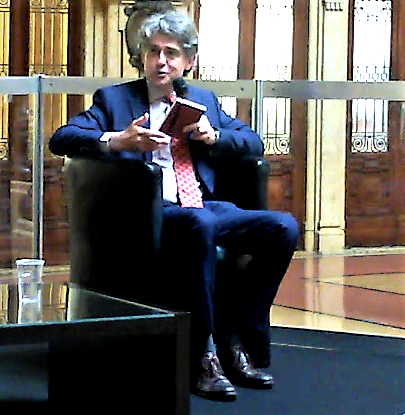
A.Cassins ad un convegno

Nel 2003 è divenuto vicedirettore del «Il Secolo XIX».
Il 5 novembre 2014 è nominato direttore del quotidiano «Il Secolo XIX», dove ha sostituito Umberto La Rocca.
Dal 1º giugno 2016  gli subentra Massimo Righi e gli viene affidato l'incarico di editorialista.
Collabora con il quotidiano "La Repubblica" dal 2018 al 2021.
Nel 2024 pubblica il saggio "Gli ammutinati dell'Etruria. Duello tra il comandante Pericoli e il Duca degli Abruzzi" (Ugo Mursia editore), nel quale ricostruisce la vicenda inedita della rivolta a bordo di un incrociatore italiano in missione negli Stati Uniti nel 1907.